# Magnus Niedermair

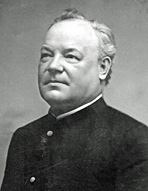
Magnus Niedermair um 1900

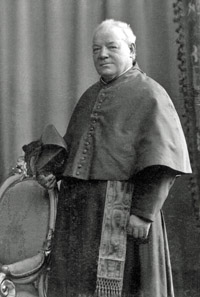
Magnus Niedermair als Domkapitular

Magnus Niedermair (* 30. August 1849 in  Oberrammingen, Allgäu; † 17. Mai 1922 in Augsburg) war ein katholischer Priester und Domkapitular der Diözese Augsburg. Er gilt als Mitbegründer der heutigen  Regens-Wagner-Stiftungen.

## Leben und Wirken
Magnus Niedermair wurde als Lehrersohn in Oberrammingen geboren, studierte am Gymnasium in Neuburg sowie am Georgianum München und erhielt dort am 23. Juli 1872 die Priesterweihe. Anschließend wirkte er als Kaplan in  Kempten und Augsburg, bevor er 1880 Pfarrer von Horgau und 1885 Stadtpfarrer in Dillingen an der Donau wurde.
In Dillingen lernte er den Priester Johann Evangelist Wagner (1807–1886) kennen, der 1847 gemeinsam mit der Oberin der Dillinger Franziskanerinnen, Sr. Maria Theresia Haselmayr, eine sog. Taubstummenanstalt, eine Ausbildungs- und Wohnstätte für gehörlose Mädchen und Frauen, gründete, aus der die heutigen Regens-Wagner-Stiftungen hervorgingen.
Beide Geistliche befreundeten sich und Niedermair wurde zum Mitarbeiter von Johann Evangelist Wagner, der ihm, als er starb, sein Werk anvertraute, welches er von 1886 bis 1910 leitete. Vier der heute 14 Zentren der Regens-Wagner-Stiftungen
wurden von Magnus Niedermair gegründet (Lautrach, 1889; Burgkunstadt, 1895; Holzhausen, 1904; Absberg, 1910).
Magnus Niedermair publizierte 1912 auch die Broschüre Regens Wagner und seine Anstalten für Taubstumme und Kretinen.
1910 berief man Magnus Niedermair zum Domkapitular in Augsburg, 1916 wurde er Domdekan und Generalvikar, 1920 avancierte er zum Dompropst. Überdies blieb er gleichzeitig als Spezialinspektor dem Regens-Wagner-Werk verbunden. Schon 1896/97 war der Priester an der Gründung des Deutschen Caritasverbandes beteiligt, 1915 gründete er den Caritasverband der Stadt Augsburg, 1921 wurde er Mitgründer und erster Vorsitzender des Diözesanverbandes.
Am 17. Mai 1922 erlitt Domkapitular Niedermair in einer Vorstandssitzung des Katholischen Jugendfürsorgevereins Augsburg einen Schlaganfall und starb noch am gleichen Tag. Auf dem Friedhof Dillingen fand er seine letzte Ruhestätte, seinen persönlichen Besitz hatte er den Wagnerschen Einrichtungen für Menschen mit Behinderung vermacht.
Die Bezeichnungen „Regens Wagner Holzhausen – Magnusheim“ sowie „Magnus-Werkstätten Holzhausen“, beides Einrichtungen von Regens Wagner Holzhausen, gehen auf den Namen von Magnus Niedermair zurück. In Dillingen ehrte man ihn mit Verleihung der Ehrenbürgerwürde und Benennung der Magnus-Niedermair-Straße. Der Geistliche trug überdies die Ehrentitel Päpstlicher Hausprälat und Apostolischer Protonotar.
Caritasdirektor Johannes Nar nannte Magnus Niedermair in seiner Kleinen Geschichte der Caritas im Bistum Augsburg (1960) einen der größten Caritasmänner seiner Zeit.